# Mortholmen (Bjørnafjorden)
Ne doit pas être confondu avec Mortholmen.
Mortholmen est une île norvégienne dans le comté de Hordaland. Elle fait partie du territoire de l'ancienne commune de Øs, aujourd'hui rattachée à Bjørnafjorden.

## Géographie
Rocheuse et couverte d'arbres à l'exception de ses côtes, elle s'étend sur environ 128 m de longueur pour une largeur approximative de 105 m.